# Phacelia inyoensis
Phacelia inyoensis là loài thực vật có hoa trong họ Mồ hôi. Loài này được (J.F. Macbr.) J.T. Howell miêu tả khoa học đầu tiên năm 1944.